# Stevie Crawford
Stephen „Stevie“ Crawford (* 9. Januar 1974 in Dunfermline) ist ein ehemaliger schottischer Fußballnationalspieler, und aktueller Fußballtrainer. In seiner Karriere als Spieler stand Crawford in Schottland und England unter Vertrag. Größter Erfolg war der Gewinn des schottischen Ligapokals im Jahr 1995 mit den Raith Rovers. Dazu erreichte er mit Dunfermline Athletic (2×) und dem Dundee United (1×) das Endspiel um den schottischen Pokal die allesamt gegen Celtic Glasgow verloren wurden. Zwischen 1995 und 2004 lief der Stürmer für die schottische Nationalmannschaft auf. Seit dem Ende seiner Spielerlaufbahn arbeitet Crawford als Trainer.

## Karriere

### Verein
Crawford begann seine Karriere beim Rosyth FC etwa 5 km von seiner Geburtsstadt Dunfermline entfernt. Ab dem Jahr 1992 spielte er für die Raith Rovers. Mit diesen gelangen ihm 1993 und 1995 als Zweitligameister der Aufstieg in die Premier Division, nachdem man zwischenzeitlich wieder abgestiegen war. Mit den „Rovers“ konnte er im November 1994 Sensationell das Finale im Ligapokal gegen das favorisierte Celtic Glasgow gewinnen. Während der regulären Spielzeit hatte Crawford die „Rovers“ mit 1:0 in Führung gebracht. Diese retteten sich bis zum Ende mit 2:2 in die Verlängerung, bis sie das Elfmeterschießen gewannen. Mit den „Rovers“ spielte er anschließend in der folgenden Saison im UEFA-Pokal in der Crawford mit seiner Mannschaft in der 2. Runde gegen den späteren Sieger des Wettbewerbs Bayern München mit 0:2 und 1:2 ausschied.
Im Juli 1996 wechselte Crawford nach vier erfolgreichen Jahren in Kirkcaldy zum englischen Drittligisten FC Millwall. In der Saison 1996/97 erzielte er für den Verein aus dem Südosten von London als Stammspieler im Sturm in 42 Ligaspielen elf Tore. Crawford kehrte jedoch nach nur einem Jahr zurück nach Schottland.
Im August 1997 verpflichtete ihn der schottische Erstligist Hibernian Edinburgh für eine Ablösesumme von 360.000 £. Gleich in der ersten Spielzeit stieg er mit den „Hibs“ in die Zweitklassigkeit ab. Mit der Hilfe der Tore von Crawford, der 14-Mal traf, gelang mit dem besten Angriff der Liga ein Jahr später der direkte Wiederaufstieg. In der folgenden Erstligasaison kam er bis in den Oktober 1999 nur dreimal zum Einsatz, woraufhin er bis zum Ende der Saison an den Zweitligisten Dunfermline Athletic verliehen wurde. Mit 16 Toren in 25 Spielen verhalf er ein Jahr später nach den „Hibs“ auch den „Pars“ zum Aufstieg in die erste Liga. Hinter Mark Yardley von Mitaufsteiger St. Mirren, der 19-Mal traf, wurde er Zweitbester Torschütze der Liga.
Im Mai 2000 wurde Crawford von Dunfermline fest verpflichtet. Während dieser Zeit wurde er einer der besten Stürmer die in Schottland spielten. Die „Pars“ etablierten sich in dieser Zeit in der Scottish Premier League und rangierten regelmäßig auf den vorderen Plätzen. Crawford erreichte mit Dunfermline 2004 das Endspiel um den schottischen Pokal das mit 1:3 gegen „Celtic“ verloren wurde. Nach fünf Jahren und insgesamt 63 Toren in 169 Ligaspielen verließ er den Verein im Juni 2004.
Nach einem halben Jahr beim englischen Zweitligisten Plymouth Argyle für den er in 26 Partien sechsmal getroffen hatte, wechselte er im Januar 2005 für 80.000 £ zurück nach Schottland zu Dundee United. Mit dem Verein erreichte er 2005 das schottische Pokalfinale das gegen „Celtic“ mit 0:1 verloren wurde.
Danach ging Crawford für ein Jahr beim FC Aberdeen auf Torejagd. Im August 2006 schloss er sich ein zweites Mal in seiner Karriere Dunfermline an. Mit dem Verein erreichte er 2007 zum zweiten Mal nach 2004 das Endspiel im Pokal, das diesmal mit 0:1 gegen „Celtic“ verloren wurde. In der gleichen Saison stieg er mit dem Verein aus der höchsten schottischen Liga ab. Als Zweitligist startete Crawford mit den „Pars“ in der folgenden Saison am UEFA-Pokal teil. Der Wiederaufstieg konnte 2008 nicht realisiert werden, woraufhin Crawford zum Drittligisten FC East Fife wechselte, nachdem er keinen neuen Vertrag erhalten hatte.
Bei den „Fifers“ fungierte er in der Saison 2009/10 als Spielertrainer. Von Januar bis Mai 2011 spielte er beim Zweitligisten FC Cowdenbeath. Danach war er noch für die Drittligisten von Forfar Athletic und Brechin City aktiv.

### Nationalmannschaft
Im Laufe seiner Karriere absolvierte Crawford zwischen 1995 und 2004 insgesamt 25 Länderspiele für Schottland und erzielte dabei 4 Tore. Er gab sein Debüt für die „Bravehearts“ am 24. Mai 1995 gegen Ecuador während des Kirin Cup in Japan und erzielte gleichzeitig das Tor zum 2:1-Sieg. Sein zweites Länderspiel folgte erst sechs Jahre später gegen Polen im April 2001. Unter dem neuen schottischen Trainer Berti Vogts wurde er bis zu dessen Rücktritt im Jahr 2004 regelmäßig in die Nationalmannschaft eingeladen.

### Als Trainer
Stevie Crawford begann seine Trainerlaufbahn als Spielertrainer beim schottischen Drittligisten FC East Fife in der Saison 2009/10, nachdem Cheftrainer David Baikie zurückgetreten war. Ab Oktober 2011 war er kurzzeitig Co-Trainer beim Zweitligisten FC Falkirk, der zuvor aus der ersten Liga abgestiegen war.
Ab 2014 war er in den folgenden vier Jahren unter Robbie Neilson Co-Trainer bei Heart of Midlothian und später bei Milton Keynes Dons.
Im Jahr 2018 kehrte er als Co-Trainer unter Allan Johnston zurück zu Dunfermline Athletic. Nachdem dieser den Verein im Januar 2019 verlassen hatte, wurde Crawford zum neuen Cheftrainer beim Zweitligisten ernannt.